# Kadavoor
Kadavoor is een kleine plaats in Zuid-India, gelegen in het district Ernakulam. Het ligt op zo'n 20 km van nabijgelegen plaatsen Muvattupuzha, Kothamangalam en Thodupuzha.